# ビラノバ大学
ビラノバ大学あるいはヴィラノヴァ大学（英語: Villanova University）は、アメリカ合衆国ペンシルベニア州ヴィラノヴァに本部を置くカトリック系の私立大学である。1842年に設置された。
カタカナ表記には表記揺れがある。

## 概要
州最古のカトリック系大学であり、また全米唯一の聖アウグスチノ修道会系大学である。USニューズ&ワールド・レポート誌が毎年出している大学ランキングでは、全米の総合大学の中で50位以内に入る評価を受けている。 
ヴィラノヴァ大学は、リベラルアーツに根ざした教育、および「真理・統一・愛」というアウグスチノ主義の理想への共通の献身、そして他者と公益への奉仕に専念するコミュニティを提供している。
ヴィラノヴァ大学はフィラデルフィアの西12マイルに位置する郊外の町にあり、公共交通機関でのアクセスも良好。254エーカーのキャンパスに69の建物があり、その中には蔵書数が100万点を超える図書館や最先端の学術施設が含まれる。当大学には570名前後の専任教員が在籍し、その約9割が専門分野で最高学位を取得している。
大学の第32代学長、ピーター・M・ドノヒュー神父（Peter M. Donohue）の指導のもと、近年は学術環境の充実とキャンパス空間の整備に注力しており、マスタープランの策定や環境に配慮した取り組みも進められている。
ヴィラノヴァ大学の卒業生は世界中に10万7千人以上いる。
2025年には卒業生から、初のアメリカ合衆国出身の教皇、レオ14世が誕生した。

### 学部・大学院
- リベラルアーツ＆サイエンス学部[9]
- ヴィラノヴァ・ビジネススクール[9]
- 工学部[9]
- 看護学部[9]
- ヴィラノヴァ大学ロースクール（法科大学院）[9]

### 在籍学生数
以下は2009年秋のデータ。
- 学部（フルタイム）：6,342人[9]
- 大学院：2,228人[9]
- 法科大学院：946人（博士・MBA・税務学との合同プログラム含む）[9]
- パートタイム学生、その他：656人[9]

総在籍数：10,172人

### 学部学生のプロフィール
2009年秋のデータ。
- 学生の男女比率：女性51%、男性49%。[9]
- 学生の出身地：全米45州、ワシントンD.C.、米領バージン諸島、プエルトリコ、グアム、および53の外国[9]
- 学生対教員比率：11対1[9]
- 1クラスの平均人数：22名[9]
- 1年次から2年次への進級率：94%[9]
- 卒業率：89%[9]
- 平均授業料：$37,725、寮費・食費：$10,340[9]。学部生の51.4%が大学の経済的な支援を得ており、その総額は6,700万ドル以上[9]

### 学部入学の統計
2014年入学のデータ。
- 志願者数：14,370人。入学者数：1,630人[9]。
- 合格者の中間50%のSATスコア：1330～1440/1600、ACTスコア：30～33[9]
- 加重GPA（4.0スケール）：3.80～4.20[9]

### 卒業後の進路
2009年卒業生のデータ
- 卒業から6か月以内に97%が就職または大学院進学[9]
- 約60%がインターンシップに参加[9]
- 雇用された卒業生の初任給中央値：$51,000[9]

### スポーツ

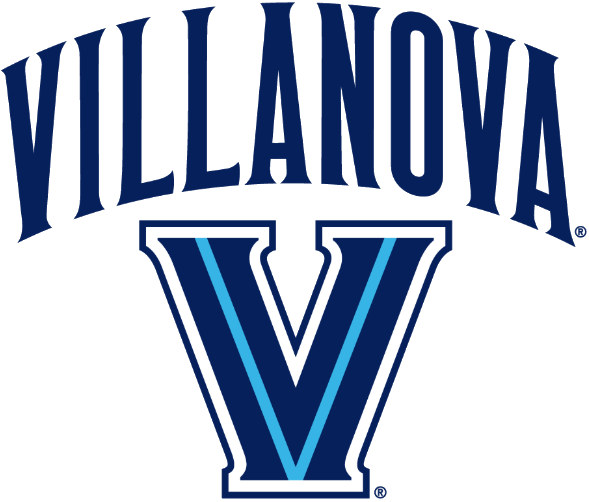
ヴィラノヴァ大学の運動部のロゴ

スポーツチームは愛称「ワイルドキャッツ」と呼ばれており、1985年と2016年、2018年のNCAA男子バスケットボールトーナメントで優勝するなど、バスケットボールチームの強豪校である。
大学競技連盟はビッグ・イースト・カンファレンス (NCAAディビジョン1) に所属する。

## 卒業生
英語版項目　w:List of alumni of Villanova Universityを参照のこと。
本来、大学は知性と教養を磨く場所であり、特に当大学はリベラルアーツに基づいた教育に力を入れており、卒業生の活躍分野は多岐に渡る。
偏った取り上げ方をして歪んだ印象を与えてはいけないので、各分野で活躍する卒業生を網羅的に挙げたw:List of alumni of Villanova Universityを参照のこと。

## ギャラリー

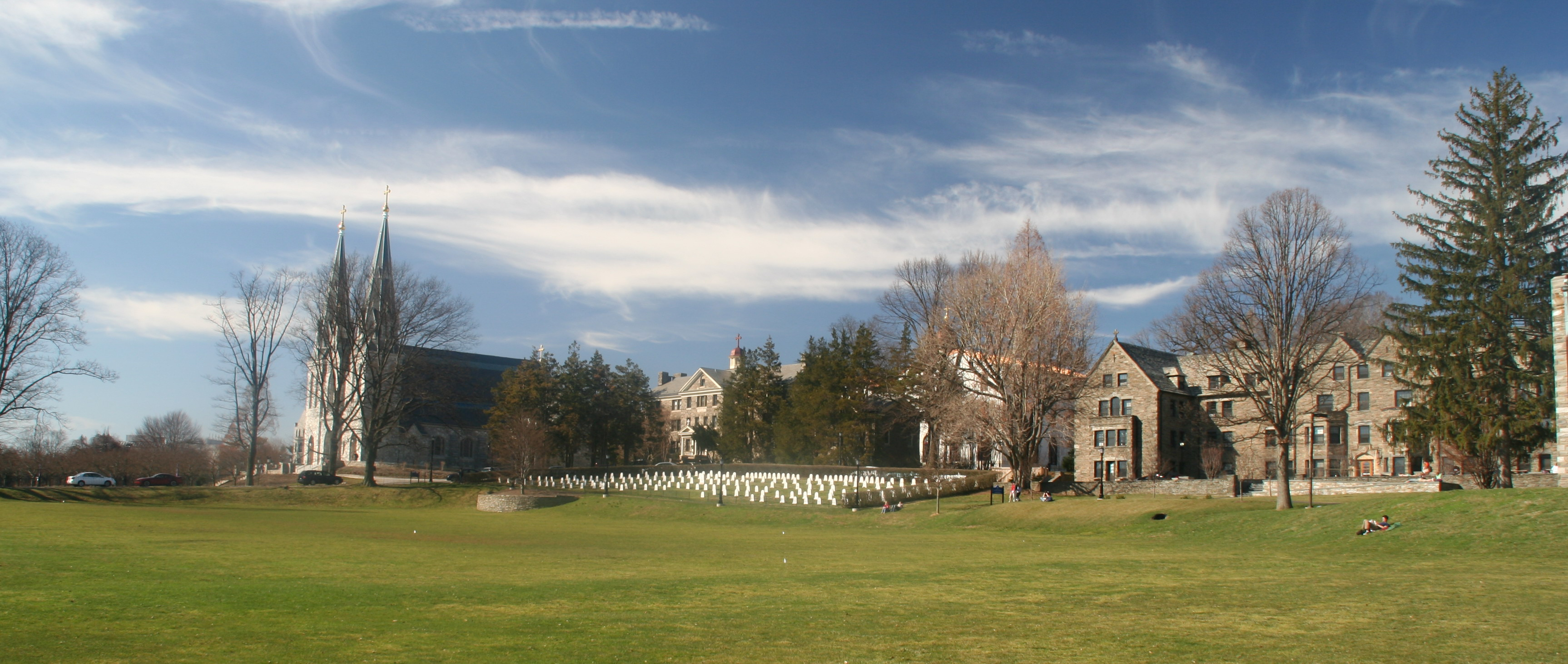
パノラマ写真

- Alumni hall
- Old Falvey Library
- Monastery
- Corr Hall
- The Pavillion内部
- キャンパス内のメンデルの像